# پارک ملی گارامبا
پارک ملی گارامبا (به فرانسوی: Parc national de la Garamba) پارکی ملی در شمال شرقی جمهوری دموکراتیک کنگو در آفریقاست که در مرز این کشور با سودان قرار دارد. این پارک در سال ۱۹۸۰ در فهرست میراث جهانی یونسکو قرار گرفت اما از سال ۱۹۹۶ به بعد نام آن وارد فهرست میراث جهانی در معرض خطر شده‌است.

## مشخصات
پارک ملی گارامبا پارکی به مساحت ۴۹۲٬۰۰۰ هکتار (۵۰۰٬۰۰۰ هکتار، یونسکو، ۲۰۰۸) است که در تاریخ ۱۷ مارس ۱۹۸۳ بنیاد نهاده شد. این پارک دارای تالاب‌ها، جنگل‌ها، مراتع و دشت‌هایی بیکران بوده و زیستگاه چهار پستاندار عظیم‌الجثه، فیل، زرافه، اسب آبی و مهمتر از همه کرگدن سفید است. همچنین تخمین زده می‌شود که تقریباً ۱٬۰۰۰ گونهٔ گیاهی آوندی در این پارک وجود دارند که ۵٪ آن‌ها بومی منطقه هستند.
این پارک همچنین در شمال شرقی خود به پارک ملی لانتوتو در سودان می‌پیوندد.

## میراث در معرض خطر
پارک ملی گارامبا در سال ۱۹۸۰ در فهرست میراث جهانی یونسکو قرار گرفت؛ با وجود این یونسکو نام این پارک را یک‌بار در فاصلهٔ سال‌های ۱۹۸۴ تا ۱۹۹۲ و سپس از ۱۹۹۶ تا به امروز در فهرست میراث جهانی در معرض خطر قرار داده است و دلیل آن، شکار غیرقانونی بی‌رویه و کاهش جمعیت کرگدن‌های سفید و همچنین مورد تهدید قرارگرفتن زیرساخت‌های پارک به‌دلیل جنگ داخلی در سودان عنوان شده‌است.
در عین حال بیم آن می‌رود که آخرین چهار کرگدن سفید شمالی باقی‌مانده در حیات وحش که دراین پارک می‌زیستند نیز در سال ۲۰۰۸ به‌دست شکارچیان غیرقانونی که پس از بروز جنگ و ناآرامی‌های داخلی در منطقه بر شمارشان افزوده‌شده‌است کشته شده باشند. این جانوران که پیشتر نیز جمعیتشان رو به کاهش داشت و از ۵۰۰ به ۱۵ رأس در دههٔ ۱۹۷۰ رسیده بود در سال ۲۰۰۳ با کمی بهبود وضعیت به ۳۰ رأس افزایش یافته بودند. اما در سال ۲۰۰۶ تنها ۴ رأس کرگدن سفید شمالی در این پارک ملی شمارش شد که احتمالاً آن‌ها نیز برای شاخ‌هایشان کشته شده‌اند.